# Japura Kidul
Japura Kidul is een bestuurslaag in het regentschap Cirebon van de provincie West-Java, Indonesië. Japura Kidul telt 8096 inwoners (volkstelling 2010).